# Ouranos!
Ouranos! è un videogioco per il computer Commodore PET, programmato in BASIC da Kathy Higby e pubblicato sul n° 21 di luglio 1980 di Cursor, una mini rivista statunitense con cassetta di programmi per PET. Consiste in un duello strategico tra due giocatori che tentano di distruggere la casa avversaria a colpi di fenomeni meteorologici. Il titolo è il nome greco di Urano, dio del cielo; il punto esclamativo veniva dato da Cursor a tutti i titoli di programmi che supportano il sonoro.
Sebbene Ouranos sia la versione più nota, il gioco è anche conosciuto come Weather War, nome utilizzato da versioni precedenti a quella di Cursor. Un gioco analogo per PET con questo titolo veniva commercializzato per altre vie almeno dal 1979.
Weather War o WeatherWar è anche un gioco analogo per la serie di computer Tektronix 4050 (introdotta nel 1975), che potrebbe aver preceduto e ispirato la versione PET.
Ouranos viene a volte considerato una variante di Artillery.
La rivista britannica Retro Gamer lo mette in una selezione di cinque "giochi fondamentali" del Commodore PET.
Lo stesso programma in Commodore BASIC, senza alcuna modifica, può essere eseguito anche sul successivo Commodore 64. Un seguito, Weatherwar II, uscì solo per Commodore 64 nel 1982.
Conversioni amatoriali per altre piattaforme sono state realizzate non ufficialmente molti anni dopo, come per Commodore VIC-20 (2009) o multipiattaforma per Z-machine (Z-Tornado, 2000).

## Modalità di gioco
Il gioco è solo per due giocatori in competizione, che possiedono una casa a testa e devono cercare di distruggere progressivamente la casa avversaria. Le due case sono situate ai lati opposti dello schermo, su un terreno piatto, e hanno stampato sopra il nome del rispettivo giocatore. A turno, ogni giocatore può sferrare un attacco dal cielo usando a scelta grandine, fulmine, pioggia o tornado. La grafica è quella monocromatica a caratteri tipica del PET inespanso e sono presenti semplici effetti sonori.
Gli attacchi partono da una nuvola situata nella parte superiore dello schermo, la cui posizione orizzontale cambia casualmente a ogni turno di ogni giocatore. Anche il vento è determinato casualmente a ogni attacco e può soffiare a destra o sinistra con intensità variabile, indicata a video con un numero. Dopo aver scelto il fenomeno meteorologico, il giocatore può impostare la "carica", ovvero la deviazione rispetto alla verticale, con un valore compreso tra -150 e 150. La combinazione della carica e del vento determina l'inclinazione della striscia distruttiva animata che parte dalla nuvola e scende verso terra. Le quattro armi sono diverse per aspetto, sensibilità alla carica e al vento, ampiezza e profondità dell'impatto. Di tanto in tanto si può verificare anche un evento naturale, ovvero un attacco di tipo casuale non direzionato. Se una striscia animata raggiunge una casa vengono cancellate le parti della casa esattamente toccate. Per vincere bisogna cancellare completamente la casa avversaria, o in ogni caso se si termina la partita il programma mostra le percentuali cancellate delle due case.

## Seguito
Un seguito intitolato Weatherwar II (anche noto come Weather War II) venne realizzato nel 1982 per Commodore 64 da Bob Carr, un altro programmatore di Cursor, e pubblicato come prodotto commerciale dalla Magic Carpet Software. Si tratta in sostanza di un aggiornamento, che mantiene lo stesso funzionamento di Ouranos, ha ancora gran parte della grafica realizzata con caratteri, ed è ancora piuttosto lento nell'esecuzione. La grafica è però a colori, con le case rimpiazzate da castelli ornati da alberi, ed è stata introdotta la possibilità di giocare in singolo contro il computer.